# Прато (Ријети)
Прато је насеље у Италији у округу Ријети, региону Лацио.
Према процени из 2011. у насељу је живело 21 становника. Насеље се налази на надморској висини од 958 м.